# Tinea godmani
Tinea godmani är en fjärilsart som beskrevs av Bradley 1957. Tinea godmani ingår i släktet Tinea och familjen äkta malar. Inga underarter finns listade i Catalogue of Life.